# Nagano

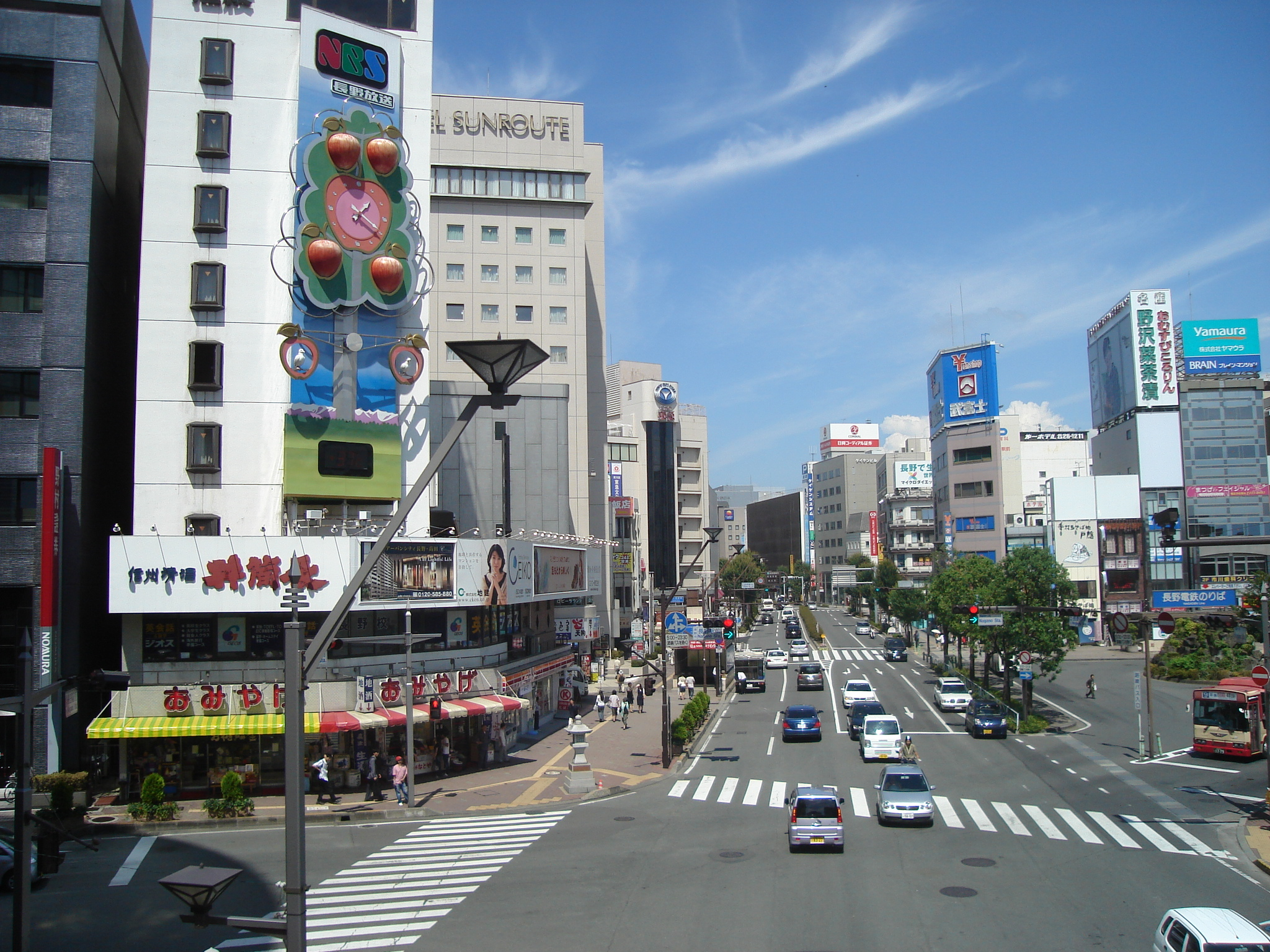
Centro de Nagano

La ciudad de Nagano (長野市 Nagano-shi?) es la capital y ciudad más grande de la prefectura de Nagano, ubicada en la cuenca de Nagano (Zenkoji Daira) en la región central de Chūbu de Japón.
La ciudad fue fundada el 1 de abril de 1897, tiene una población estimada de 375 234 habitantes (de acuerdo con el censo de 2016) y una superficie total de 404.35 km². Su densidad de población es de 893,34 personas por km². La ciudad de Nagano es la capital de prefectura más alta de Japón, con una altitud de 371,4 metros (1.219 pies). La ciudad está rodeada de montañas, la más alta de las cuales es el monte Takatsuma (2.353 m), y está cerca de la confluencia del río Chikuma, el río más largo y ancho de Japón, y el río Sai.
En Nagano se encuentra el templo budista Zenko-ji, uno de los más importantes de Japón y centro de peregrinación, construido en el siglo VII. El origen de Nagano fue un pequeño pueblo que se asentó a su alrededor. La ciudad fue sede en 1998 de los XVIII Juegos Olímpicos de invierno.

## Descripción
Nagano es más conocida por Zenko-ji, un templo budista del siglo VII que domina la ciudad. Un millón de turistas visitan anualmente Nagano. La ciudad fue originalmente un pueblo del distrito de Kamiminochi construido alrededor de la cumbre del templo, que es el mayor edificio de madera en el este de Japón. Sin embargo, hoy en día la ciudad abarca lugares que estaban dentro de los distritos de Sarashina, Hanishina y Kamitakai.

## Geografía

### Terreno
La ciudad de Nagano tiene dos ríos principales, el Río Shinano también llamado río Chikuma y el río Rhino, que son ríos de primera clase, que fluyen a través del centro de la ciudad, con el telón de fondo de los cinco picos de Hokushin, incluidos el monte Iinawa, el monte Togakuku y el monte Kurohime en el Parque nacional Jōshin'etsu Kōgen.

### Montañas
- El monte Takatsuma, de 2.353 m,[4] se extiende a ambos lados de Myōkō, Niigata y la ciudad de Nagano. Es el pico más alto de la cordillera de Togakushi, es una de las 100 montañas famosas de Japón, y debido a su forma piramidal también se le conoce como Togakushi Fuji.
- El monte Iizuna, de 1.917 metros,[5] es una zona popular para esquiar y es donde se encuentra la pista de espiral, bobsleigh y luge para los Juegos Olímpicos de Invierno de 1998.
- El monte Togakushi, de 1.904 m,[6] se encuentra en la ciudad de Nagano.
- El monte Hijiri, de 1.447 m., se encuentra a lo largo de la frontera entre la ciudad de Nagano y Omi en el distrito de Higasichikuma, Nagano.

### Clima
Nagano tiene un clima continental húmedo de verano caluroso (clasificación climática de Köppen Dfa) que bordea un clima subtropical húmedo (clasificación climática de Köppen Cfa). Su ubicación en un valle interior protegido significa que recibe menos precipitaciones que cualquier otra parte de Japón, excepto Hokkaidō. La ciudad recibe fuertes nevadas invernales por un total de 2,57 metros (101 pulgadas) de diciembre a marzo, pero es menos sombría durante estos meses fríos que la costa de Hagi a Wakkanai.

## Historia
Nagano se encuentra en la antigua provincia de Shinano y se desarrolló a partir del período Nara como una ciudad templo a la puerta del famoso Zenkō-ji, un templo budista del siglo VII que se trasladó a este lugar en el año 642 d. C.
Tras la restauración Meiji y la creación del sistema de municipios el 1 de abril de 1889, se estableció la moderna ciudad de Nagano. Nagano fue elevada a la categoría de ciudad el 1 de abril de 1897. Durante la Segunda Guerra Mundial, en 1944 se inició la construcción del Cuartel General Imperial Subterráneo de Matsushiro como último reducto para el gobierno japonés tras la proyectada invasión estadounidense de Japón, pero fue abortada en 1945 debido al final de la guerra.

## Economía
El valor bruto de los bienes y servicios de la economía en la ciudad de Nagano en 2016 se estimó en 4.438.580.046.000 yenes, aproximadamente 40.500 millones de dólares.
En 2016, la ciudad de Nagano tenía 183.710 personas empleadas, con el 21,1% de los trabajadores en la venta al por mayor o al por menor, el 14,% en la atención sanitaria y el bienestar, y el 11,6% en la industria manufacturera.

## Atracciones locales
Nagano está rodeado de montañas que cuentan con senderismo, camping y ciclismo. Además, la ciudad incluye 46 bienes culturales designados a nivel nacional, 55 bienes culturales designados por prefecturas, 298 bienes culturales designados por municipios y, por último, 59 estructuras registradas a nivel nacional y 7 monumentos en la ciudad de Nagano.

### Templos
- Zenkō-ji, templo budista y destino de peregrinación, que se estableció en su ubicación actual a mediados del siglo VII.[7]
- El santuario de Miwa, probablemente iniciado en el siglo IX, se encuentra cerca de la estación de Hongō.

### Sitios históricos
- El castillo Matsushiro, con su ciudad fortificada circundante, conserva muchas residencias samuráis, templos y jardines del período Edo.

### Otros sitios
- El Museo de Arte de Kitano[8] es un importante museo de arte regional situado en el distrito de Wakaho de la ciudad de Nagano, situado aproximadamente a 7,5 km al sureste de la estación de Nagano.

## Cultura

### Eventos
- El Festival Nagano Tomyo es un festival de luces y farolillos que se celebra cada febrero para conmemorar los Juegos Olímpicos de Invierno de 1998.

## Educación
Nagano cuenta con varias universidades privadas y públicas. Cuatro de las diez universidades reconocidas como universidades importantes de la prefectura tienen campus en la ciudad, incluida la universidad más reciente de la prefectura, la Universidad de Nagano, heredera del Colegio de la Prefectura.

### Públicas
- La Shinshu University, o Shindai, pertenece a la Lista de Universidades Nacionales de Japón y tiene campus también en Matsumoto, Ueda, y Minamiminowa.
- La Universidad de Nagano, ofrece grados de cuatro años y sustituyó en 2018 al Colegio de la Prefectura de Nagano, que ofrecía grados de dos años. Tiene dos campus, el de Miwa y el de Gocho.[9] Cuenta con una institución asociada, el Centro para Iniciativas en Innovación Social. Es una universidad única en Japón, puesto que todos los estudiantes de primer año viven en una residencia de estudiante, y todos los de segundo año siguen cursos en ultramar.
- El Instituto Nacional de Tecnología es una facultad nacional de ingeniería ubicada en el barrio de Tokuma, en la ciudad de Nagano. El colegio nacional tiene cinco departamentos: Ingeniería Mecánica, Ingeniería Eléctrica y Electrónica, Ingeniería Electrónica y de Control, Ciencias Electrónicas e Informáticas e Ingeniería Civil.
- La Facultad de Agricultura de la Prefectura de Nagano es una facultad de agricultura integral, práctica y de dos años de duración, ubicada en la zona de Matsushiro, en Nagano.

### Privadas
- El Seisen Jogakuin College es una universidad privada católica para mujeres, con programas de 4 y 2 años en la institución adjunta, el Seisen Jogakuin College. Tiene una escuela hermana, la Universidad Seisen de Tokio. Su campus más reciente se inauguró en abril de 2019 junto a la salida este de la estación de Nagano.
- El Nagano Women's Junior College es una universidad privada para mujeres ubicada en Miwa, en Nagano, aproximadamente a 700 metros al este de la Universidad de Nagano.
- La Universidad de Salud y Medicina de Nagano abrió sus puertas en 2015 en Kawanakajima, en Nagano. Cuenta con una Facultad de Enfermería y una Facultad de Ciencias de la Salud para rehabilitación.
- El Seisen Jogakuin College (Junior College), fundado en 1966, es una escuela de formación especializada.

### Antiguas escuelas
- La Facultad de Economía de Nagano fue una universidad júnior de Nagano, que funcionó entre 1967 y 2009.

## Deportes
El Parque Deportivo de Nagano es un campo deportivo municipal y de la prefectura que incluye el Aqua Wing Arena, el Estadio Atlético de Nagano, canchas de tenis, un estadio de béisbol y un gimnasio. Se puede acceder al parque deportivo en el autobús 7 desde la estación de Nagano o se localiza a 15 minutos a pie de la estación de Asahi en el ferrocarril eléctrico de Nagano.

## Política
Nagano tiene una forma de gobierno de alcalde-consejo con un alcalde elegido directamente y una legislatura municipal unicameral de 39 miembros. La ciudad y las ciudades vecinas de Shinano, Iizuna y Ogawa contribuyen con 11 miembros a la Asamblea de la Prefectura de Nagano, compuesta por 57 miembros.

### Gobierno

#### Alcaldes
- Hisashimon Matsuhashi, 1947-1952 (dos mandatos)
- Itaru Kurashima, 1954-1962 (dos mandatos)
- Tadao Natsume, 1962-1973 (tres mandatos)
- Masayuki Yanagihara, 1973-1985 (tres mandatos)
- Tasuku Tsukada, 1985-2001 (cuatro mandatos)
- Shouichi Washizawa, 2001-2013 (tres mandatos)
- Hisao Katō, 2013-2021 (dos mandatos)
- Kenji Ogiwara, 2021–presente (un mandato)